# LNT-Modell

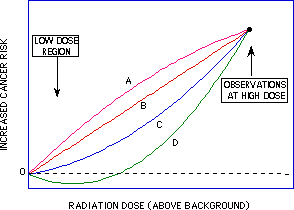
Linearer Zusammenhang des LNT-Modells in Verlauf B dargestellt, A als supralinearer Zusammenhang, C mit linear-quadratischem Zusammenhang und D als Hormesis

Das Linear-No-Threshold-Modell oder Linear-Non-Threshold-Modell (LNT-Modell, deutsch „Linear ohne Schwellenwert“) ist ein Modell, welches im Strahlenschutz zur Anwendung kommt und dazu dient, die Exposition mit radioaktiven Strahlen zu quantifizieren und regulatorische Grenzwerte festzulegen. Es handelt sich dabei um eine Arbeitshypothese auf Basis des Vorsorgeprinzips.

## Eigenschaften
Das 1959 von der internationalen Strahlenschutzkommission (englisch International Commission on Radiological Protection, ICRP) eingeführte LNT-Modell geht von einem rein linearen Zusammenhang zwischen Strahlendosis und Krebsfällen aus. Es wird also davon ausgegangen, dass die Summe vieler kleiner Strahlendosen genauso gesundheitsschädlich ist wie die Summe dieser Dosen als Einzeldosis.
Entsprechend dem LNT-Modell wird Strahlung immer als gesundheitsschädlich bewertet, ohne dass dabei eine Schwelle der Strahlendosis angenommen wird, unter welcher keine gesundheitlichen Schäden zu erwarten sind. Es gibt nach dieser These ausdrücklich keinen Schwellenwert, unterhalb dessen kein Krebs auftritt.
In einem Diagramm ergibt sich damit als Abhängigkeit biologischer Schäden von der Strahlungsintensität eine Gerade durch den Nullpunkt.
Das LNT-Modell ignoriert nicht nur die eventuelle Strahlenhormesis, sondern auch die Fähigkeit der Zellen, Erbgutschäden zu reparieren, sowie die Fähigkeit eines Organismus, beschädigte Zellen zu entfernen. Diese beiden Mechanismen bewirken, dass eine kleine Dosis über längere Zeit weniger gefährlich ist als eine große Dosis über kurze Zeit.
Das LNT-Modell wird gelegentlich – insbesondere von Vertretern der Anti-Atomkraft-Bewegung – benutzt, um aus kleinen Dosen ionisierender Strahlung (zum Beispiel vor Kalifornien im Meerwasser nachweisbare Mengen von Caesium-137 im Nanogrammbereich), welche aber auf große Populationen einwirken, entsprechend große Schadenseffekte abzuleiten. Das Modell macht prinzipiell keinen Unterschied, ob eine Person einer Dosis von 100 Millisievert (eine Dosis, bei der gemeinhin von einer Erhöhung der Lebenszeitinzidenz von Krebs um einen Prozentpunkt auszugehen ist; die Hintergrundrate liegt um 40 %) oder hundert Personen einer Dosis von je 1 Millisievert ausgesetzt wurden. Hierbei wird jedoch – gerade in nicht-Fachpublikationen – oft ignoriert, dass sich die Hintergrundbelastung ebenfalls in dieser Größenordnung bewegt und daher dieselbe Argumentation etwa die Evakuierung geologisch „belasteter“ Regionen erforderlich machen würde.

## Verwendung
Das LNT-Modell wird am häufigsten dazu benutzt, um die Wahrscheinlichkeit eines durch Strahlung verursachten Karzinoms zu berechnen. Die Gültigkeit des Modells ist nur durch epidemiologische Studien im hohen Dosisbereich belegt.
Kontrovers diskutiert wird dagegen die Gültigkeit des Modells bei der Berechnung gesundheitlicher Effekte von niedrigen Strahlendosen. Ungeachtet dessen wird das Modell dennoch auch im Niedrigdosisbereich bei Entscheidungen im Hinblick auf die Exposition am Arbeitsplatz oder bei medizinischer Anwendung radioaktiver Strahlen zugrunde gelegt. Ähnliches gilt auch für weitreichende politische Entscheidungen, z. B. zum Einsatz der Kernenergie oder zur Einrichtung von Endlagern und zu deren potentieller Auswirkung auf die Gesundheit der Bevölkerung. Die Grundannahme des Modells ist dabei, dass der biologische Langzeitschaden durch ionisierende Strahlen (im Wesentlichen das Karzinom-Risiko) direkt proportional zur Strahlendosis ist.
Der Wissenschaftliche Ausschuss der Vereinten Nationen zur Untersuchung der Auswirkungen atomarer Strahlung (UNSCEAR), der maßgeblich an der internationalen Etablierung von Empfehlungen im Strahlenschutz mitwirkt, sprach allerdings im Jahr 2014 Empfehlungen aus, die anders als in früheren Jahren nicht mehr die Gültigkeit des LNT-Modells bei niedriger Strahlendosis zugrunde legen. In der Empfehlung heißt es, dass zur Häufigkeitsschätzung strahlen-induzierter Gesundheitseffekte innerhalb einer Bevölkerungsgruppe die Multiplikation sehr niedriger Strahlendosen mit einer großen Anzahl von Personen nicht mehr angewendet werden soll, wenn die Summe niedriger Strahlendosen gleich hoch oder niedriger ist als die natürliche Strahlenexposition, der jeder Mensch ohnehin ausgesetzt ist. Damit rückte der UNSCEAR von eigenen früheren Empfehlungen ab. Ungeachtet dieser Aussage wird aber z. B. in Deutschland noch an den älteren, auf dem LNT-Modell basierenden Empfehlungen festgehalten. So heißt es z. B. in einem Gutachten für die Endlagerungskommission des Deutschen Bundestages von Gerald Kirchner vom Zentrum für Naturwissenschaft und Friedensforschung (ZNF) gemeinsam mit Matthias Englert vom Öko-Institut vom 8. Dezember 2015: „… ist nach den international gültigen Prinzipien des Strahlenschutzes ein radioaktiver Stoff erst dann als unschädlich zu bewerten, wenn er die gesetzlich regulierten Werte zur „Freigabe“ in eine eingeschränkte Verwertung oder uneingeschränkte Nutzung unterschreitet. Diese Werte sind so gewählt, dass die resultierende Dosis die sogenannte „De minimis-Dosis“ von einigen zehn Mikrosievert unterschreitet“.
Die LNT-Hypothese fand dagegen durch die 2015 veröffentlichte INWORKS-Studie eine Bestätigung. Die 2011 von Edward Calabrese formulierte Kritik an der wissenschaftlichen Basis der damals gezogenen weitreichenden Schlussfolgerungen und damit auch die häufig noch genutzte Strahlenhormesis-Theorie wurden durch diese Studie nicht gestützt. Die INWORKS-Studie wies anhand einer Datenbasis von über 300.000 Arbeitern in Kernkraftwerken in USA, UK und Frankreich einen linearen Zusammenhang zwischen Dosis und Risiko auch für kleine Dosen nach. Die Erhöhung des Sterberisikos durch strahleninduzierten Krebs beträgt 48 % pro Gray. Bei einer Belastung von 10 mGy erhöht sich demnach das Sterberisiko um 0,48 % (eine Energiedosis von 1 Gray (Gy) entspricht einer Strahlenexposition von 1 Sievert (Sv), 10 mGy entsprechen also 10 mSv). Die INWORKS-Langzeitstudie ergab dabei, dass ein minimal erhöhtes Risiko für die Entwicklung einer chronisch myeloischen Leukämie besteht (30 erkrankte Personen durch zusätzliche Strahlenlangzeitexposition). Das erhöhte Risiko ergab sich für jene Studienteilnehmer, die in eine relativ hohen Strahlenexposition von 50 bis 100 Millisievert ausgesetzt waren, nicht aber bei niedrigeren Dosen. Das Ergebnis entspricht damit der vergleichbar großen 15-Länder-Studie, die ebenfalls ein minimal erhöhtes Risiko im niedrigen Bereich der Strahlenexposition bei Industriearbeitern in Kernkraftwerken fand. Beide Studien weisen allerdings methodische Schwächen auf, die die Aussagekraft der Studien einschränken und damit z. B. nicht die Schlussfolgerung erlauben, dass die Strahlenhormesis-Theorie widerlegt sei.
Experimentelle molekulargenetische Untersuchungen unterstützen die Vorstellung, dass es bei niedriger Strahlenbelastung zumindest zu einer radioadaptiven Reaktion (radioadaptive response) des Organismus kommt, der vor gesundheitlichen Schäden schützt. Beispielsweise blieb in der INWORKS-Studie (und 15-Länder-Studie) die mögliche Strahlenexposition der Studienteilnehmer im Rahmen medizinischer Untersuchungen unberücksichtigt, die gerade in den USA sehr hoch und dort im Durchschnitt bei über 3 Millisievert pro Kopf und Jahr liegt. Ebenfalls unberücksichtigt blieb der Tabakkonsum der Studienteilnehmer, der von Bedeutung ist, da auch hierdurch das Risiko, an einem Karzinom (inklusive Leukämie) zu erkranken, durch das im Tabak enthaltene radioaktive Radon erhöht ist. Zwar wurden diese möglichen „Confounder“ (Störfaktoren) von den Autoren der Studien diskutiert. Nicht diskutiert wurde allerdings, dass entsprechende Störfaktoren (hier z. B. Radonexposition durch Rauchen, medizinische Strahlenbelastung usw.) die Aussagekraft epidemiologischer Studien gerade bei einem minimal erhöhtem Risiko (anders als bei einem mittleren bis hohen Risiko) stark einschränken. So wird beispielsweise vom Committee on the Analysis of Cancer Risks in Populations near Nuclear Facilities folgende Aussage getroffen: Störvariablen sind ausnahmslos bei allen epidemiologischen Studien ein wichtiger Aspekt – dies gilt vor allem für die Studien, die das Risiko von seltenen Erkrankungen bei niedriger Strahlenbelastung untersuchen. Hier kann selbst ein kleiner Störfaktor zu erheblichen Verzerrungen der Ergebnisse bzw. falschen Ergebnissen führen. Im Ergebnis kann dies zu ungerechtfertigten oder gar kontraproduktiven medizinische Handlungsanweisungen bzw. politischen Entscheidungen führen. Das Europäische Zentrum für die Prävention und die Kontrolle von Krankheiten (ECDC) weist in einem Bericht von 2013 auf das zentrale Kommunikationsproblem zwischen Wissenschaft, Politik und Bevölkerung in diesem Zusammenhang hin: Die Risikokommunikation einer möglichen Gesundheitsgefährdung erfolgt in einer emotional aufgeladenen Umgebung. Unter solchen Bedingungen versagen die üblichen Kommunikationsregeln häufig und können die Situation verschlimmern („fall short or can make the situation worse“).

## Alternativen
Dem LNT-Modell steht das Threshold-Modell gegenüber, wonach eine sehr geringe Exposition (< 100 Millisievert kontinuierliche Jahresgesamtdosis) harmlos ist. Zum Vergleich: Die mittlere Jahresdosis in Deutschland durch natürliche Strahlungsexposition liegt bei 2,1 Millisievert, wobei in einigen Regionen des Landes (vor allem im Mittelgebirge) und in Abhängigkeit von den Lebensgewohnheiten auch Werte bis 10 Millisievert erreicht werden. In einigen Regionen der Welt findet sich noch eine weit höhere Strahlenexposition, ohne dass gesundheitliche Schäden in der exponierten Bevölkerung nachgewiesen wurden. Aufgrund von epidemiologischen und molekulargenetischen Studien wird das LNT-Modell angezweifelt. In Tschernobyl hat das LNT-Modell wesentlich dazu beigetragen, dass zahlreiche Menschen in Panik gerieten und jahrelang an psychosomatischen Beschwerden litten und leiden, wodurch in der Summe weit mehr Todesfälle verursacht wurden als durch Strahlung. In Fukushima ist bis heute nach Angaben von Experten erst ein Mensch (ein Arbeiter im Kernkraftwerk) aufgrund von Strahlung an Krebs erkrankt und mittlerweile verstorben – allerdings verursachte die panische Evakuierung von Menschen aus der betroffenen Gegend etwa 40 bis 60 zusätzliche Todesfälle infolge von Evakuierungsstress, der besonders alte Menschen gesundheitlich schädigt.
Es gibt auch Hinweise in verschiedenen Studien, dass in gewissen Bereichen ionisierende Strahlung positiv wirken könnte. Ein möglicher Erklärungsansatz ist so genannte Hormesis; hierbei wird davon ausgegangen, dass eine kleine Menge von etwas eigentlich Schädlichem den Körper – in diesem Fall die Reparaturmechanismen der Zellen – „anregt“ und dadurch in Summe positive Effekte entstehen. Vergleichbar ist dieser Effekt mit der Hypothese, Allergien entstünden, wenn dem Immunsystem aufgrund mangelnden Kontakt mit Viren und Mikroorganismen, „die Übung fehlt“ und es daher die Oberflächenstruktur eigentlich harmloser Substanzen wie Blütenpollen attackiert (Hygienehypothese).
Eine nicht-lineare Dosis-Wirkungs-Beziehung ist beispielsweise für UV-Strahlung allgemein bekannt. Eine gewisse Menge ist für die Bildung von Vitamin D essentiell, jedoch ist akute Exposition zu erhöhten Dosen schädlich (Sonnenbrand) und erhöht chronisch das Risiko für Hautkrebs.

## Geschichte
Entwickelt hat die LNT-Hypothese Hermann Joseph Muller, der für die Entdeckung, dass Mutationen mit Hilfe von Röntgenstrahlen hervorgerufen werden können, 1946 den Nobelpreis für Physiologie oder Medizin erhalten hat. Experimentelle Unterstützung fand die Hypothese damals durch Curt Stern.

## Kritische Veröffentlichungen zum LNT-Modell
Aktuelle Publikationen zur gesundheitlichen Auswirkung ionisierender Strahlung verwenden aus ethischen Gründen keine durch Versuche am Menschen ermittelten Daten. Das hat zur Folge, dass empirisch belastbare Daten insbesondere zur Wirkung geringer Dosen ionisierender Strahlung kaum vorhanden sind, was einen großen Teil der Kontroversen um das LNT-Modell erklärt. Damit ist empirische Forschung zum Thema grundsätzlich nur an Tieren oder in retrospektiver Form möglich. Retrospektive Studien sind z. B. in Gegenden oder Wohnungen mit hoher radioaktiver Belastung natürlicher oder unnatürlicher Art möglich. Ebenfalls gibt es Veröffentlichungen zur medizinischen Verwendung von Röntgenstrahlung kurz nach deren Entdeckung, die retrospektiv ausgewertet wurden. Dazu folgende Beispiele mit Veröffentlichungen aus wissenschaftlichen Journalen mit Peer Review:

### Mit Cobalt-60 kontaminierte Wohnungen in Taiwan
In den 80er und 90er Jahren wurde in Taiwan versehentlich Baustahl mit Cobalt-60 legiert und in Häusern verbaut. Cobalt-60 emittiert harte Gammastrahlung, was zur Folge hatte, dass in über 1600 Gebäuden Jahresdosen von teilweise über 500 Millisievert pro Person auftraten, was dem 500fachen des in Deutschland erlaubten Jahres-Grenzwertes entspricht. Über den gesamten Zeitraum vom Einbau bis zur Entdeckung des kontaminierten Baustahls erhielten die Bewohner Gesamtdosen von bis zu 4000 mSv, und mehr als 10.000 Menschen wurden statistisch erfasst und nachträglich medizinisch untersucht. Im Ergebnis traten bei keiner betroffenen Person gesundheitliche oder genetische Schäden auf, ebenfalls auch keine statistischen Häufungen von Leukämie. Im Vergleich zur nicht betroffenen Bevölkerung traten bei den betroffenen Menschen Krebserkrankungen etwa 20 Mal seltener auf und angeborene Missbildungen etwa zehnmal seltener.

### Radon-Belastung der Einwohner der iranischen Stadt Ramsar
In Ramsar diffundieren vergleichsweise große Mengen des radioaktiven Gases Radon aus dem Boden, was in Teilen der Stadt zu jährlichen Strahlenbelastungen von einigen Hundert mSv führt. In Ramsar gibt es, verglichen mit dem Rest der Bevölkerung des Irans, keine statistisch relevante erhöhte Häufigkeit von Erbgutschäden oder Krebsfällen.

### Medizinische Verwendung von Röntgenstrahlung kurz nach deren Entdeckung
Die Entdeckung der Röntgenstrahlung 1895 führte nicht nur zu bildgebenden Anwendungen, sondern auch zu Versuchen, die Strahlung für heilende Zwecke zu nutzen. In dieser Zeit sind dazu zahlreiche medizinische Studien veröffentlicht worden, die in jüngerer Zeit Gegenstand von umfangreichen Metastudien waren. Auch hier wurde das LNT-Model und seine Vorhersagen nicht bestätigt.